# Eleição especial para presidente da Câmara dos Deputados do Brasil em 2016
Uma eleição especial para o cargo de Presidente da Câmara dos Deputados do Brasil ocorreu em 14 de julho de 2016, durante a 55.ª legislatura. A eleição foi necessária devido à renúncia de Eduardo Cunha, anunciada no dia 7 daquele mês. De acordo com a Constituição brasileira, o presidente da Câmara dos Deputados é o segundo na linha de sucessão da presidência da República (o primeiro é o vice-presidente).
Eleito para a função em fevereiro de 2015, Cunha decidiu renunciar ao cargo para aumentar suas chances de não ser cassado pelo plenário da Casa. Ele havia sido afastado de suas funções como parlamentar pelo Supremo Tribunal Federal em 5 de maio de 2016. O STF concluiu que Cunha vinha usando seu poder para interferir na Operação Lava Jato, que o estava investigando, bem como sua família.
O primeiro turno contou com treze candidatos. Rodrigo Maia (DEM-RJ) recebeu 120 votos, seguido por Rogério Rosso (PSD-DF) com 106 e Marcelo Castro (PMDB-PI), que conseguiu setenta votos. Outros 198 votos foram distribuídos entre dez candidatos. Como nenhum candidato alcançara cinquenta por cento dos votos válidos, um segundo turno foi realizado, no qual Maia foi eleito com 285 votos, ou 61,54 por cento, sendo empossado no mesmo dia.

## Contexto

### Mandato e renúncia de Eduardo Cunha

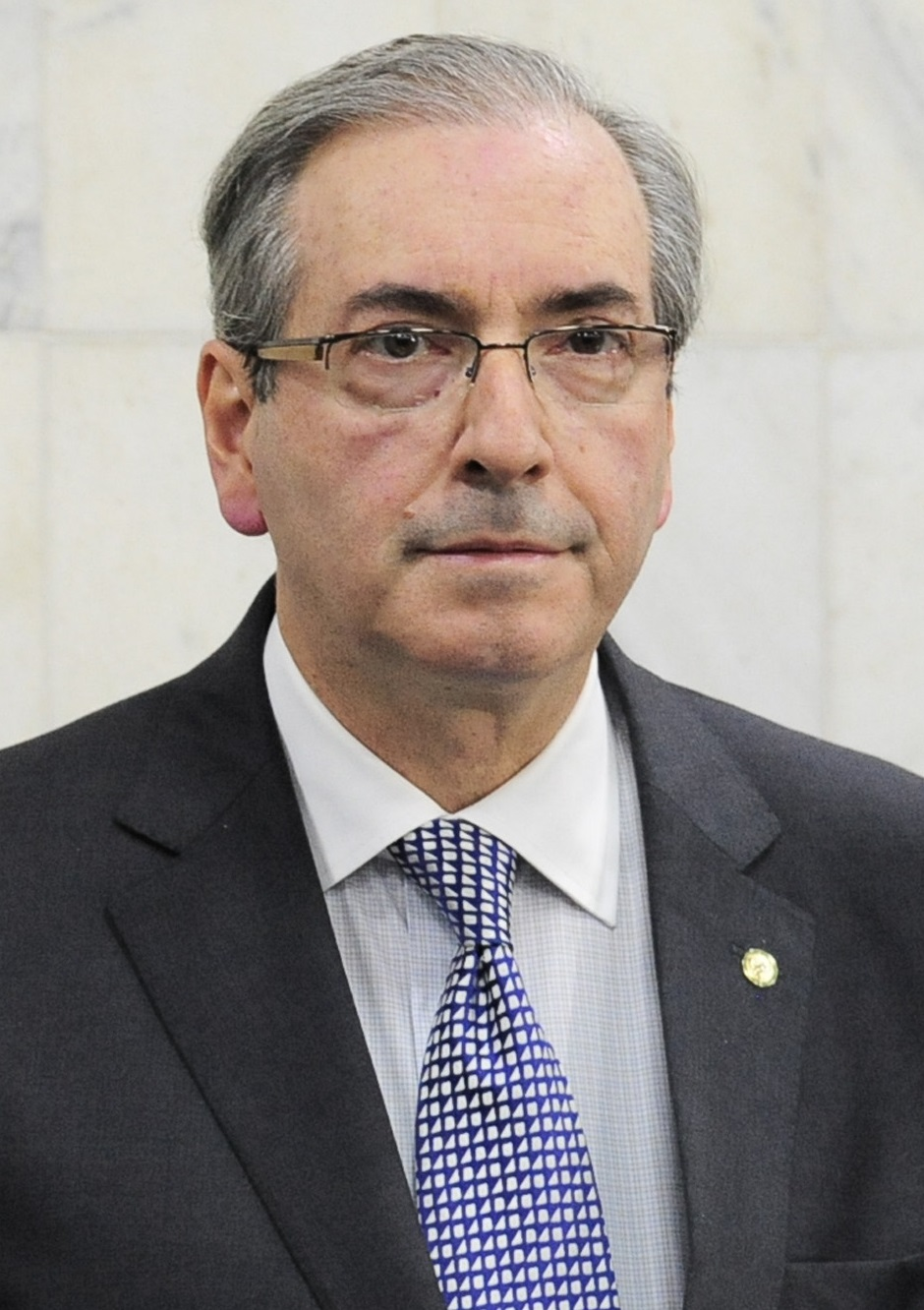
Eduardo Cunha em junho de 2015.

O deputado Eduardo Cunha (PMDB-RJ) foi eleito presidente da Câmara dos Deputados no primeiro turno da eleição realizada em fevereiro de 2015. Durante a campanha, ele manteve um tom crítico ao governo e prometeu que manteria independência com relação ao Executivo, comandado pela presidente Dilma Rousseff. O governo apoiou e ajudou Arlindo Chinaglia (PT-SP), que ficou em um distante segundo lugar. Enquanto Cunha conseguiu o apoio de catorze partidos, apenas quatro apoiaram Chinaglia.
No início de março de 2015, o ministro Teori Zavascki, do Supremo Tribunal Federal, autorizou a abertura de inquérito contra Cunha no âmbito da Operação Lava Jato. O pedido, enviado pelo Procurador-Geral Rodrigo Janot, argumentava que o deputado fora beneficiado pelo esquema de corrupção na Petrobras ao receber propina do empresário Júlio Camargo para intermediar um contrato de aluguel de um navio plataforma. Cunha classificou as acusações como "ridículas" e considerou que o pedido de Janot era uma "piada."
Ao mesmo tempo que defendia-se das acusações, Cunha não facilitou a aprovação de projetos de interesse do governo federal. Além disso, ele deu um grande espaço para a oposição nas votações no plenário. Em junho, ao mesmo tempo que as acusações da Operação Lava Jato acentuavam-se contra si, ele anunciou que romperia com o governo e, a partir de então, seria integrante da oposição. Como justificativa de sua decisão, acusou o Palácio do Planalto de ter se articulado com Janot para incriminá-lo na Operação Lava Jato.
Em agosto, Cunha foi um dos primeiros parlamentares a ser alvo de denúncia oferecida pela PGR como resultado das investigações da Operação Lava Jato. Na justificativa da decisão, a Procuradoria-Geral da República afirmou que possuía provas de um envolvimento criminoso do político em transações relacionadas com a Petrobras. Nos meses seguintes, surgiram novas provas de que ele mantinha contas com saldos milionários não declaradas na Suíça, fato que ele havia pessoalmente negado na CPI da Petrobras em março. Em meados de outubro, Zavascki autorizou a abertura de um inquérito contra Cunha para investigar as supostas contas do parlamentar na Suíça e deputados do PSOL e da REDE solicitaram a cassação de seu mandato no Conselho de Ética. Como base para o pedido, eles argumentaram que ele havia violado o decoro parlamentar ao mentir que não possuía contas no exterior.
O processo de cassação contra Cunha foi instaurado no início de novembro de 2015. No entanto, utilizando-se de uma série de recursos e manobras, ele conseguiu atrasar a tramitação do processo. Essas manobras levaram Janot a pedir no STF o afastamento de Cunha de suas funções, alegando que o deputado utilizava o seu poder e o seu mandato para fins ilícitos, inclusive para obstruir investigações criminais.

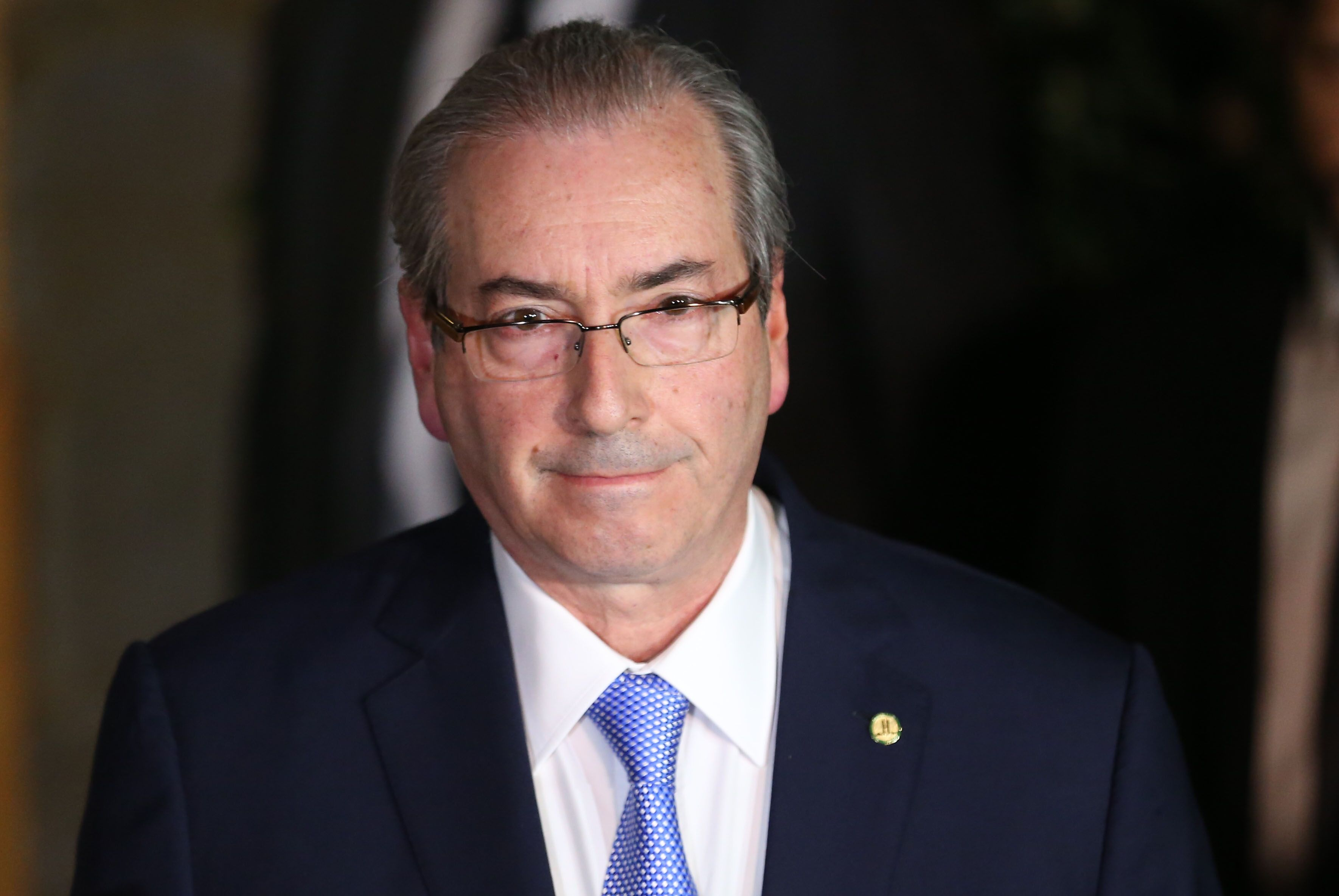
Cunha na noite em que foi afastado de suas funções pelo Supremo Tribunal Federal, em 5 de maio de 2016.

Em 2 de dezembro, Cunha aceitou a abertura do processo de impeachment contra Dilma. A aceitação ocorreu logo após os petistas anunciarem seu apoio a perda de seu mandato, o que fez com que alguns considerassem que este havia sido um ato de vingança. Também surgiram boatos sobre tentativas de acordo entre Cunha e Dilma, no qual ele negaria a admissibilidade, enquanto que os petistas salvariam seu mandato no Conselho de Ética; ambos negaram a existência de tal acordo. À medida que o processo contra ela avançava com o apoio de Cunha, este ganhava tempo e conseguia impedir o andamento do pedido de cassação contra si.
No início de março de 2016, Cunha tornou-se o primeiro parlamentar réu na Lava Jato. De forma unânime, o STF considerou que havia indícios de que ele exigira e recebera propinas. Um mês depois, Cunha conduziu a votação que aprovou o prosseguimento do impeachment de Dilma. Quebrando a tradição de neutralidade de seu cargo, ele votou a favor do pedido e foi alvo de inúmeras críticas e elogios. No mesmo mês, Zavascki autorizou a abertura de mais duas investigações contra o parlamentar, ambas relacionadas às suspeitas de recebimento de vantagens indevidas, o que sua defesa negou, bem como alegou que as contas suíças eram trustes.
Em 5 de maio, Zavascki atendeu a um pedido de Janot e afastou Cunha de suas funções como deputado federal e presidente da Câmara por tempo indeterminado — esta decisão histórica foi referendada por todos os ministros do STF no mesmo dia, os quais classificaram-na como uma medida excepcional. Em uma entrevista coletiva, Cunha negou que renunciaria e afirmou que estava sofrendo uma retaliação pelo processo de impeachment. Com a decisão do STF, houve pedidos de deputados de vários partidos para que a Câmara escolhesse um novo presidente. Entretanto, o deputado Waldir Maranhão (PP-MA) comandou a Casa enquanto Cunha esteve afastado. Maranhão não foi capaz de impor-se perante os demais colegas e isolou-se após sua fracassada tentativa de anular a votação que aprovou a admissibilidade do impeachment de Dilma — apesar de ele ter revertido sua decisão poucas horas depois.
Em 14 de junho, poucos dias depois da PGR denunciar Cunha pela terceira vez no STF, o Conselho de Ética aprovou por onze a nove o parecer do deputado Marcos Rogério (DEM-RO) que recomendava a cassação de Cunha. Em 7 de julho, este anunciou sua renúncia como presidente da Câmara, embora houvesse afirmado que não faria isso. Sua decisão foi influenciada pelo andamento da Lava Jato e a inclusão de familiares nas denúncias. Além disso, ele também calculou que teria mais chances de evitar sua cassação como deputado se renunciasse à presidência. Após sua saída, foi descrito como o "mais poderoso presidente da Câmara nas últimas décadas" (Veja) e "o presidente da Câmara mais poderoso desde Ulysses Guimarães" (Época). Por outro lado, Cunha era impopular entre a opinião pública, a qual majoritariamente defendia sua renúncia (76 por cento) ou cassação (78 por cento).

### Importância e benefícios do cargo
O cargo era estratégico para o país, uma vez que o presidente da Câmara é o segundo na linha de sucessão à Presidência da República. Entre suas atribuições estão o poder de decisão quanto a abertura de pedidos de impeachment contra o presidente da República, a definição da pauta de proposições que serão deliberadas em plenário, a admissibilidade de Comissões Parlamentares de Inquérito, a indicação dos presidentes e relatores das comissões que analisam as propostas de Emenda Constitucionais, a administração de um orçamento anual de 5,2 bilhões de reais e a chefia de 3,2 mil servidores. O detentor do cargo também integra o Conselho de Defesa Nacional e o Conselho da República.
A função de definir a pauta da Casa é a prerrogativa mais poderosa que o presidente da Câmara possui. Apesar de normalmente os líderes das agremiações serem consultados sobre as prioridades de votação, o parlamentar pode decidir por conta própria os temas que irão ou não para deliberação em plenário. Logo, os projetos de interesse do Executivo federal só são pautados com o aval do titular do cargo; consequentemente, ele pode pautar projetos que contrariam os interesses da presidência da República, como a criação de gastos bilionários.
Entre os benefícios do cargo está o fato de seu ocupante dispôr de uma residência localizada às margens do Lago Paranoá, a qual possui vários funcionários pagos pelo Estado, carros oficiais, aparato de segurança, voos em jatos da Força Aérea Brasileira e uma verba anual de 4,2 milhões de reais encaminhados ao pagamento dos salários de funcionários.

## Candidatos

### Registrados
Os seguintes deputados registraram oficialmente suas candidaturas:
- Carlos Gaguim, (PTN), Deputado federal pelo Tocantins (desde 2015), Governador do Tocantins (2009–2011), Deputado estadual do Tocantins (1999–2009) e Vereador em Palmas (1993-1999).[43]
- Carlos Manato, (SD), Deputado federal pelo Espírito Santo (desde 2003).[44]
- Cristiane Brasil, (PTB), Deputada federal pelo Rio de Janeiro (desde 2015) e Vereadora no Rio de Janeiro (2005-2015).[45]
- Esperidião Amin, (PP), Deputado federal por Santa Catarina (desde 2011), Governador de Santa Catarina (1999-2003; 1983-1987), Senador por Santa Catarina (1991–1999) e Prefeito de Florianópolis (1989-1990; 1975-1978).[46]
- Evair de Melo, (PV), Deputado federal pelo Espírito Santo (desde 2015).[47]
- Fábio Ramalho, (PMDB), Deputado federal por Minas Gerais (desde 2007) e Prefeito de Malacacheta (1997-2004).[48]
- Fernando Giacobo, (PR), Deputado federal pelo Paraná (desde 2003).[49]
- Luiza Erundina, (PSOL), Deputado federal por São Paulo (desde 1999), Ministra da Administração Federal (1993), Prefeita de São Paulo (1989-1993), Deputada estadual de São Paulo (1987-1988) e Vereadora de São Paulo (1983-1986).[50]
- Marcelo Castro, (PMDB), Deputado federal pelo Piauí (desde 1999), Ministério da Saúde (2015-2016) e Deputado estadual do Piauí (1983-1995).[51]
- Miro Teixeira, (REDE), Deputado federal pelo Rio de Janeiro (desde 1987; 1971-1983) e Ministério das Comunicações (2003-2004).[52]
- Rodrigo Maia, (DEM), Deputado federal pelo Rio de Janeiro (desde 1999) e Secretário de Governo da Prefeitura do Rio de Janeiro (1997-1998).[53]
- Rogério Rosso, (PSD), Deputado federal pelo Distrito Federal (desde 2015) e Governador do Distrito Federal (2010-2011).[54]
- Orlando Silva, (PC do B), Deputado federal por São Paulo (desde 2015), Vereador de São Paulo (2013-2015), Ministro do Esporte (2006-2011) e Presidente da União Nacional dos Estudantes (1995-1997).[55]

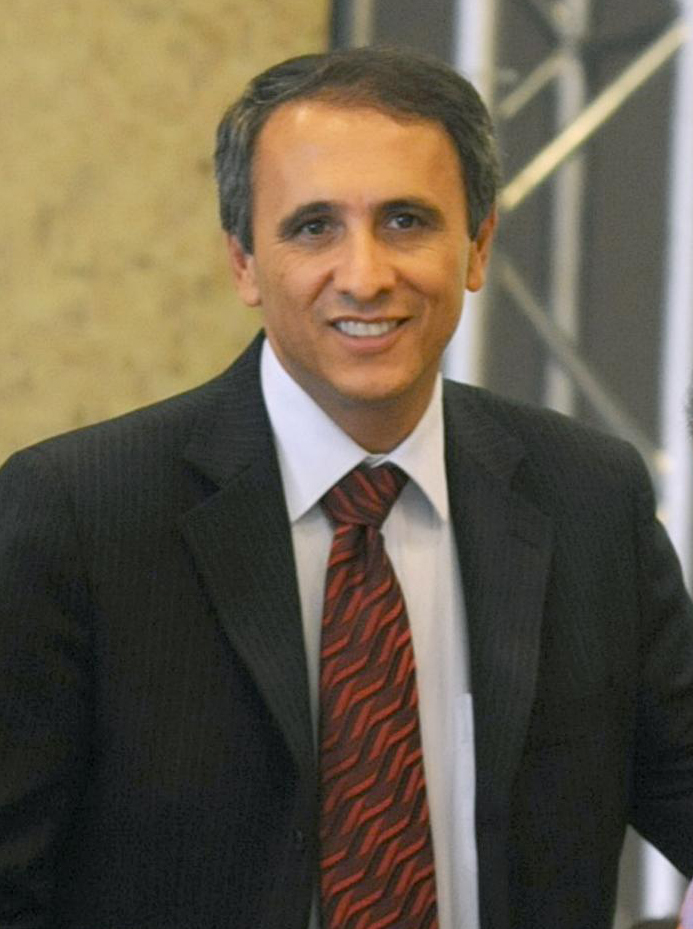
Carlos Gaguim (PTN) de Tocantins
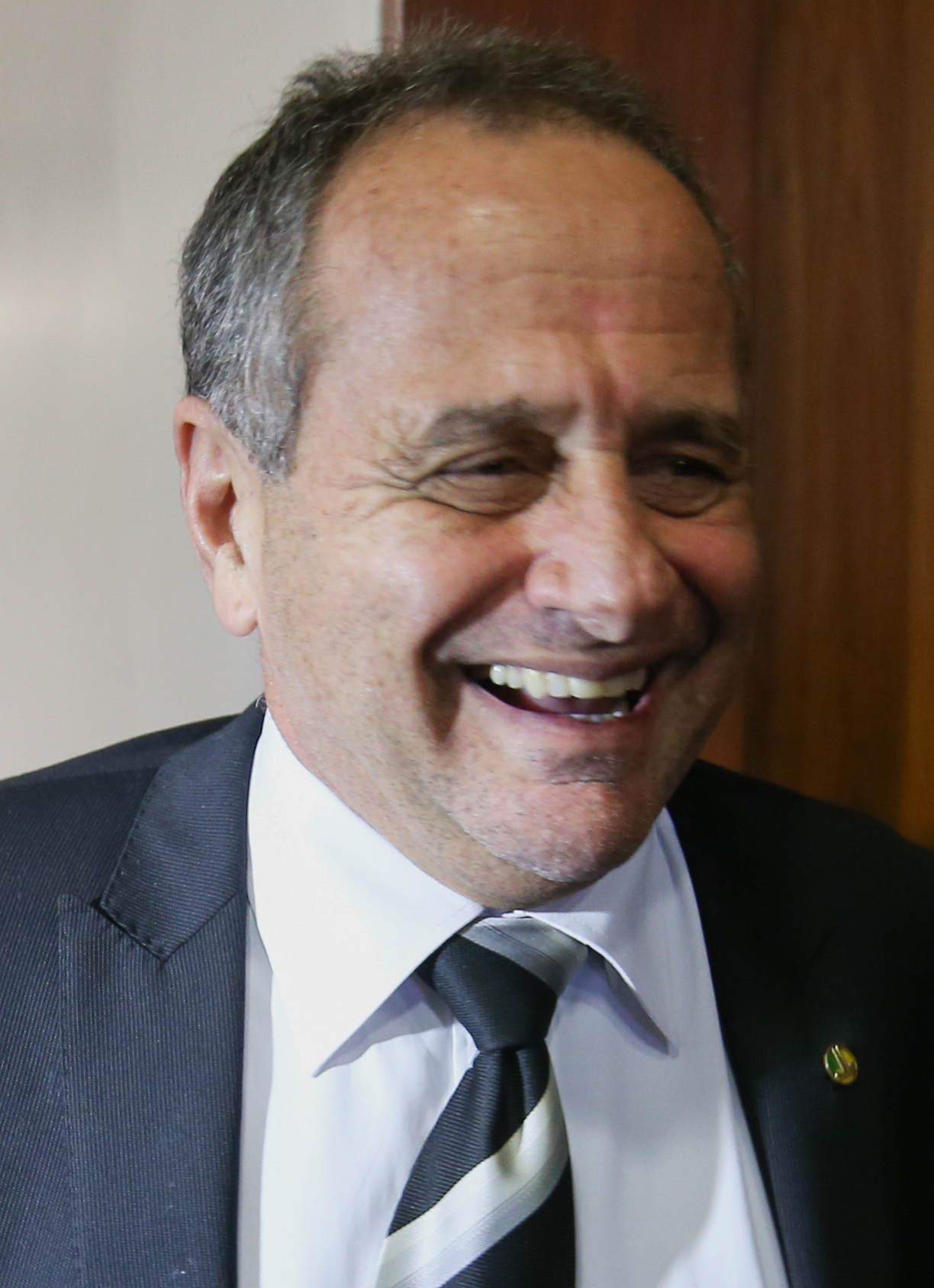
Carlos Manato (SD) do Espírito Santo
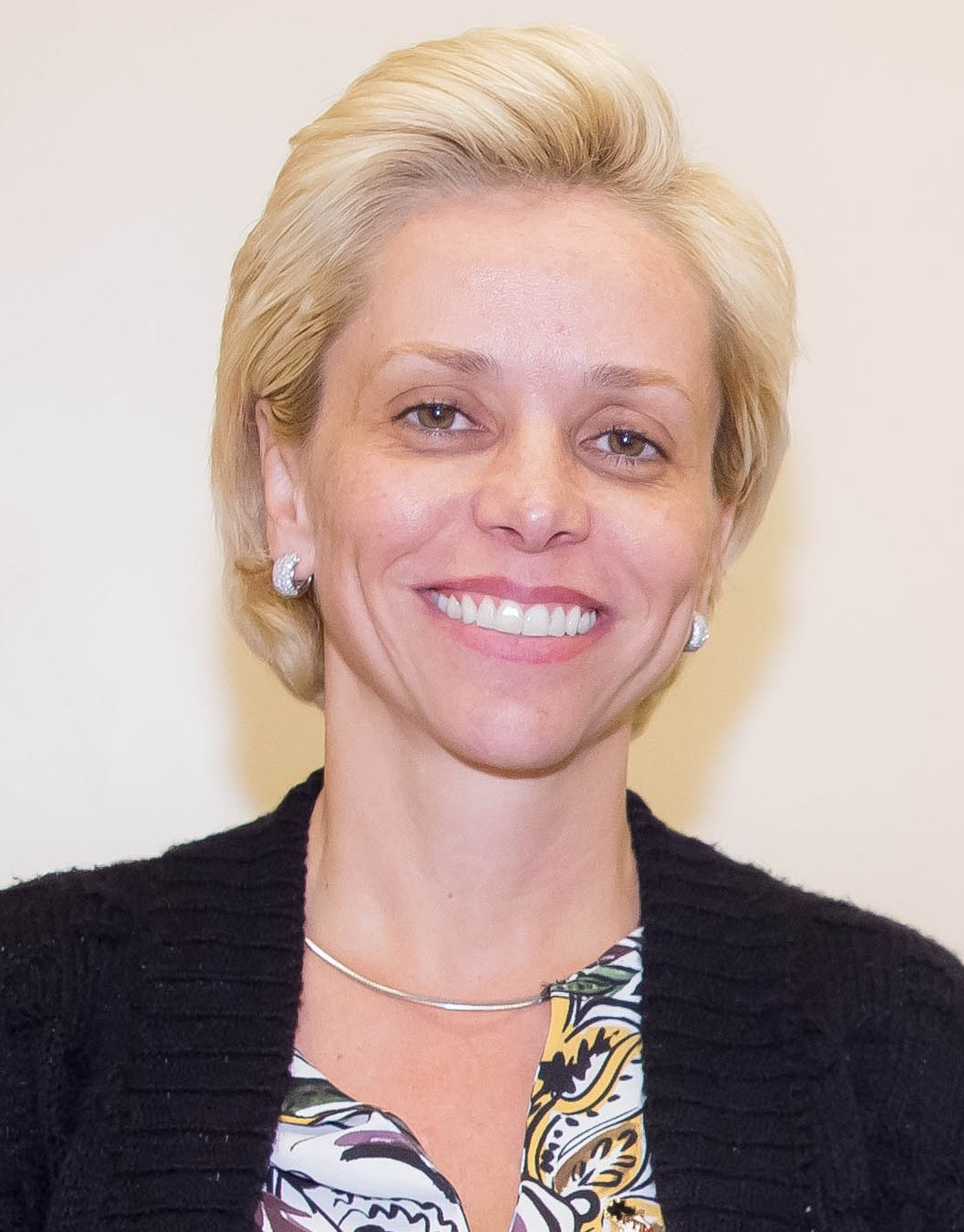
Cristiane Brasil (PTB) do Rio de Janeiro
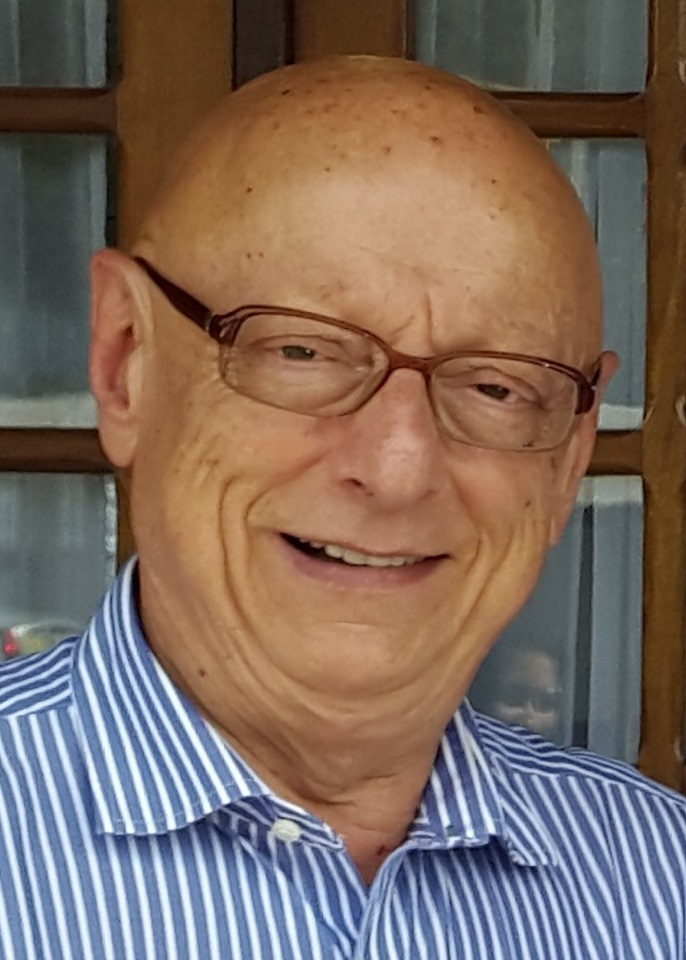
Esperidião Amin (PP) de Santa Catarina
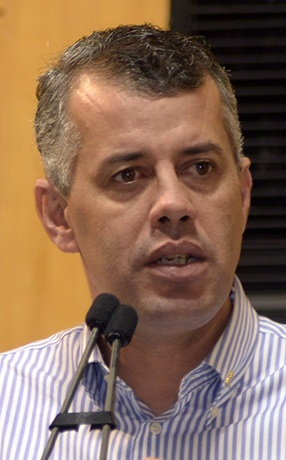
Evair de Melo (PV) do Espírito Santo
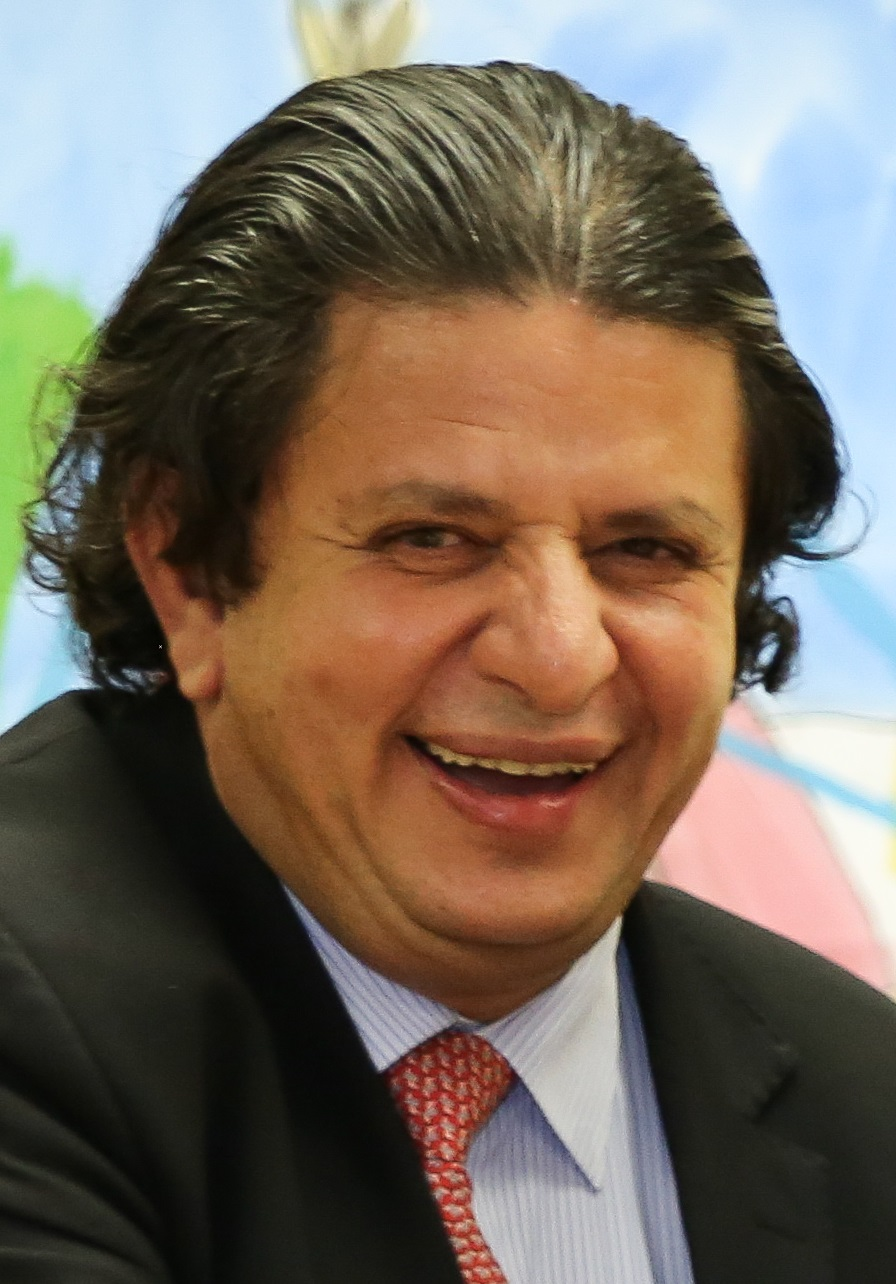
Fábio Ramalho (PMDB) de Minas Gerais
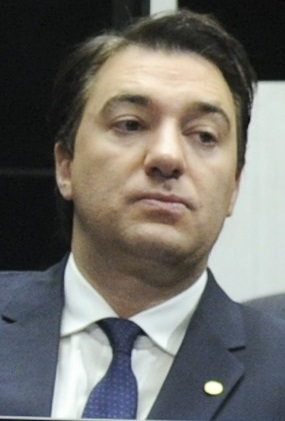
Fernando Giacobo (PR) do Paraná
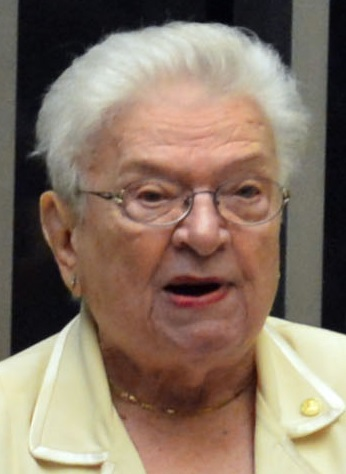
Luiza Erundina (PSOL) de São Paulo
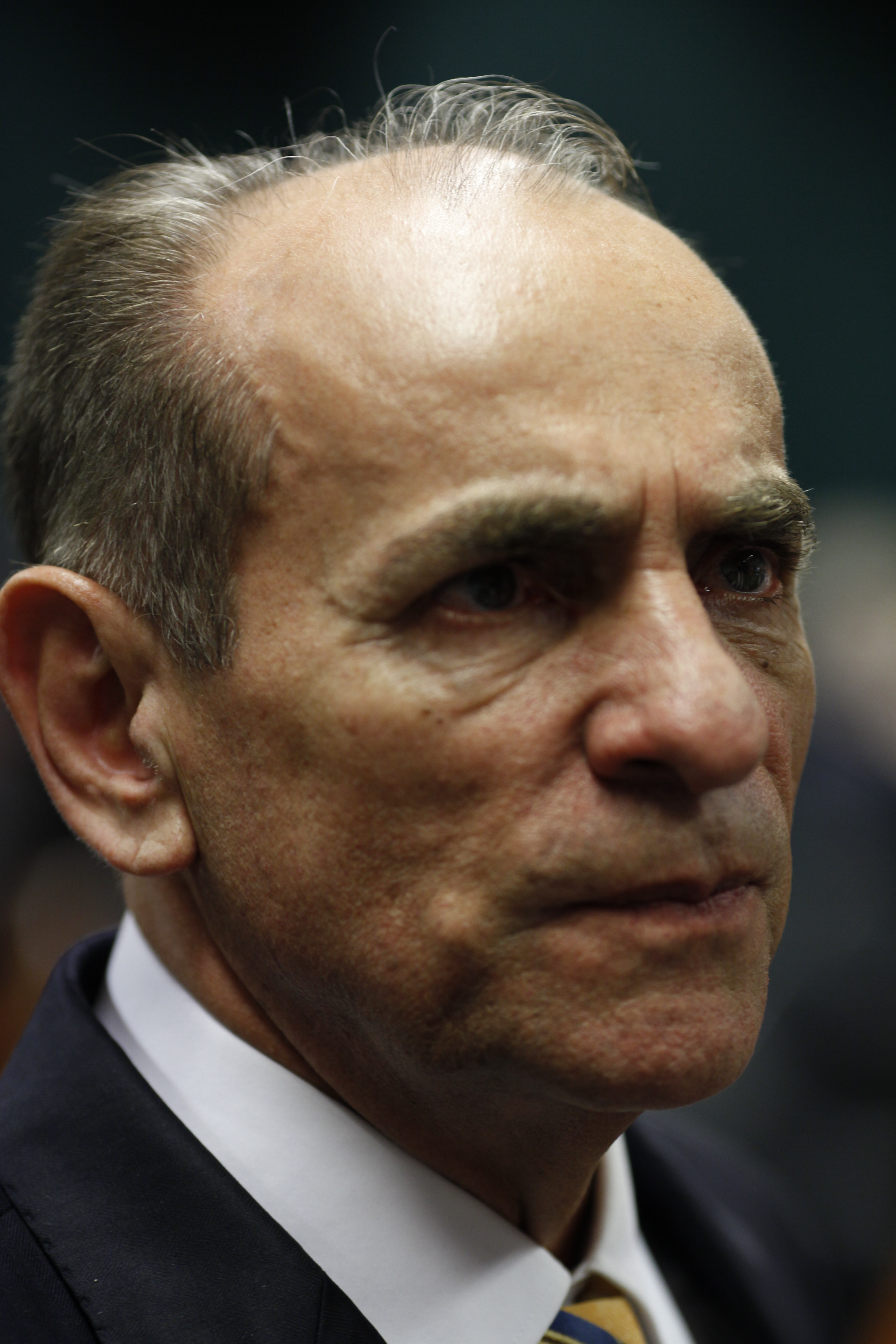
Marcelo Castro (PMDB) do Piauí
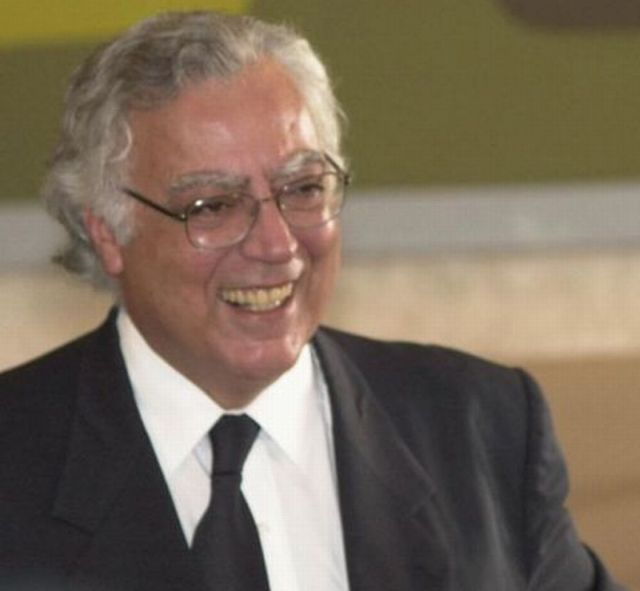
Miro Teixeira (REDE) do Rio de Janeiro
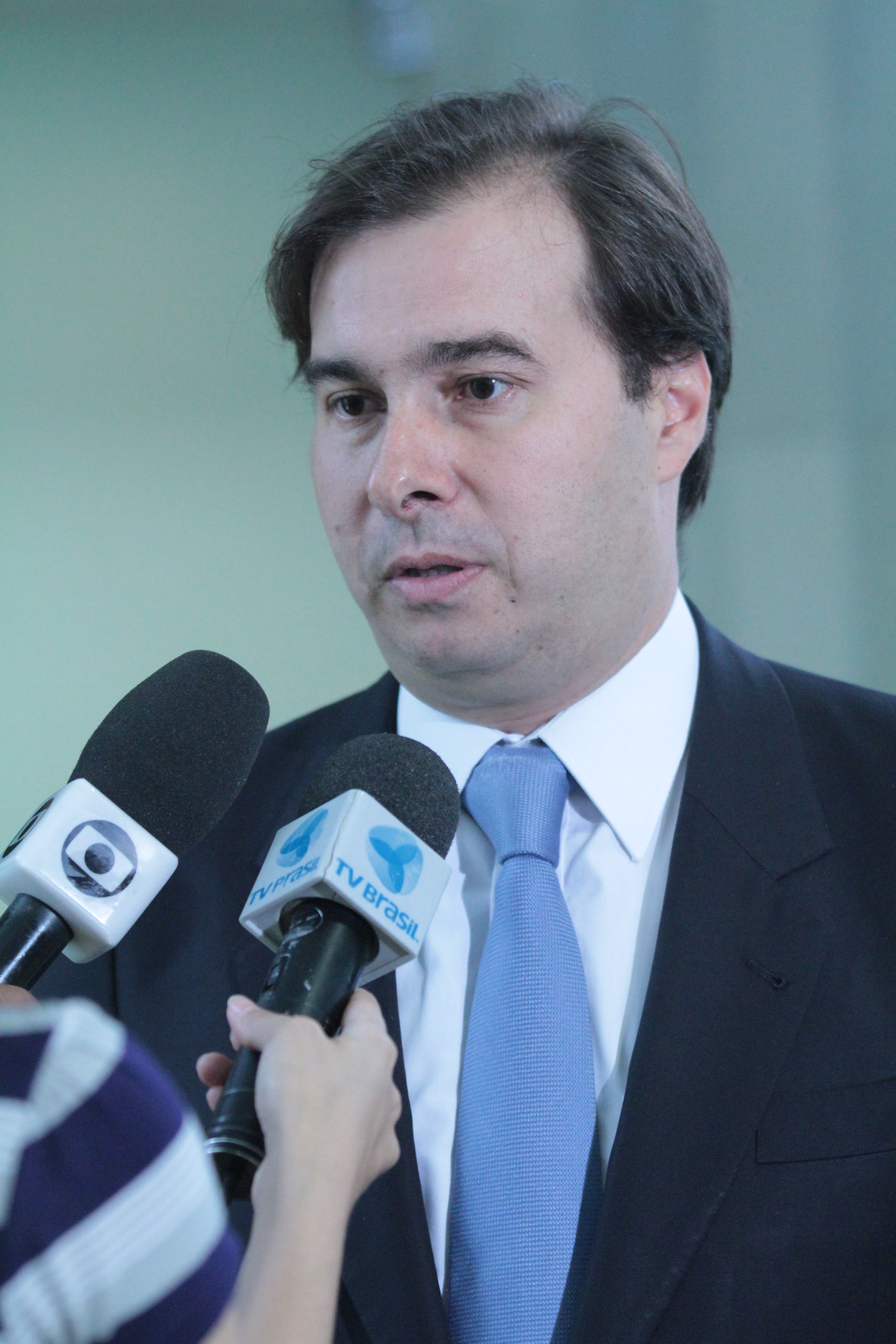
Rodrigo Maia (DEM) do Rio de Janeiro
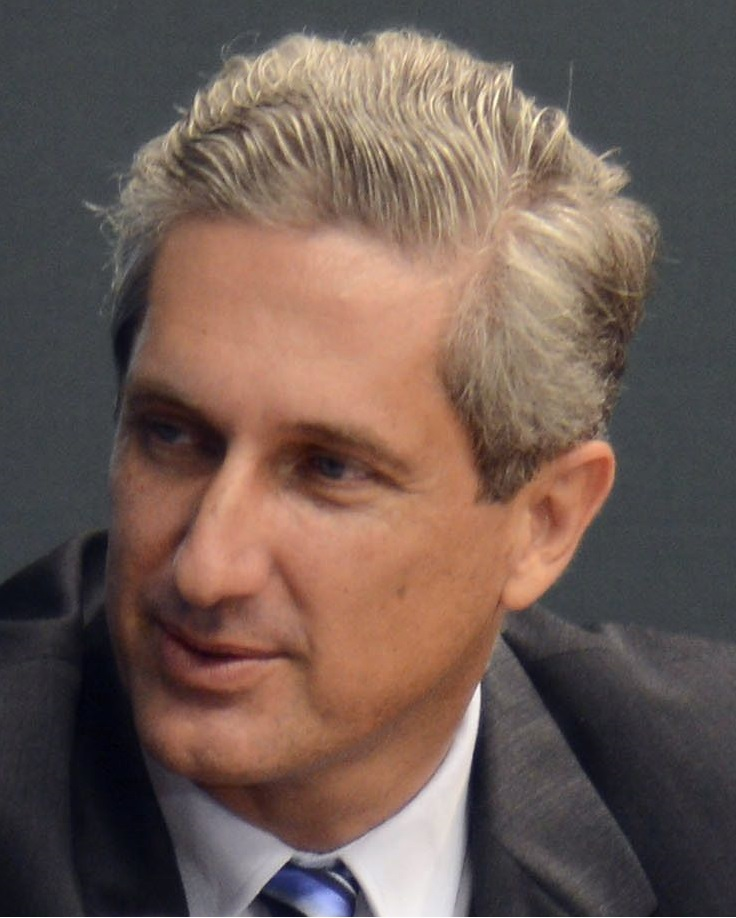
Rogério Rosso (PSD) do Distrito Federal
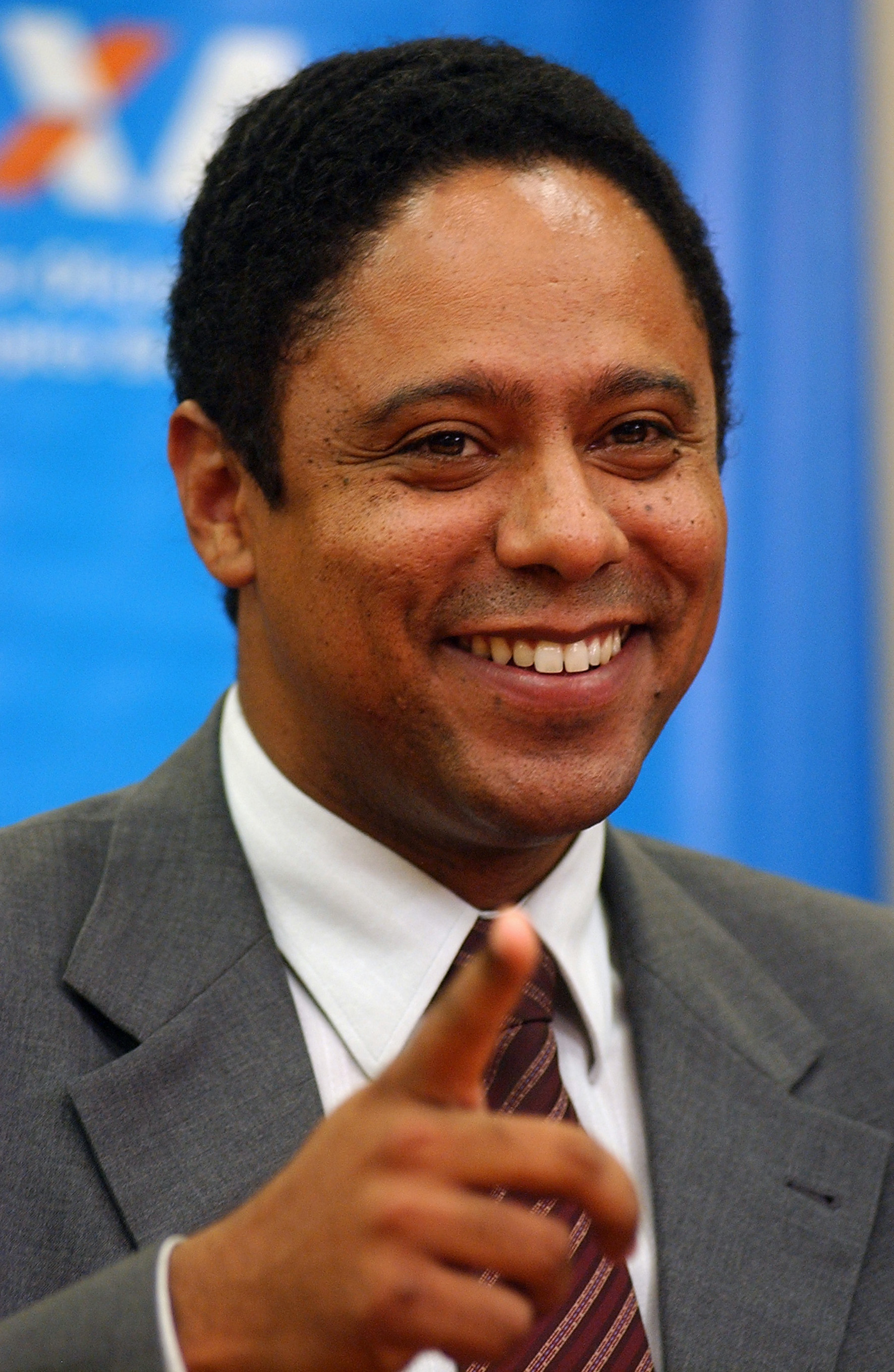
Orlando Silva (PC do B) de São Paulo

### Desistências
Os seguintes deputados anunciaram candidatura, mas acabaram desistindo:
- Beto Mansur, (PRB), Deputado federal por São Paulo (desde 2015; 1991-1997), Prefeito de Santos (1997-2004) e Vereador de Santos (1989-1991).[56][57]
- Fausto Pinato, (PP), Deputado federal por São Paulo (desde 2015).[58][59]
- Gilberto Nascimento, (PSC), Deputado federal por São Paulo (desde 2015), Deputado estadual de São Paulo (1993-2003) e Vereador de São Paulo (1983-1992).[60][61]
- Heráclito Fortes, (PSB), Deputado federal pelo Piauí (desde 2015; 1995-2003; 1982-1989), Senador pelo Piauí (2003-2011) e Prefeito de Teresina (1989-1992).[62]
- Júlio Delgado, (PSB), Deputado federal por Minas Gerais (desde 2003; 1999-2000).[63][64]
- Maria do Rosário, (PT), Deputada federal pelo Rio Grande do Sul (desde 2003), Ministra da Secretaria Especial de Direitos Humanos (2011-2014), Deputada estadual do Rio Grande do Sul (1999–2003) e Vereadora de Porto Alegre (1993-1998).[65][66]

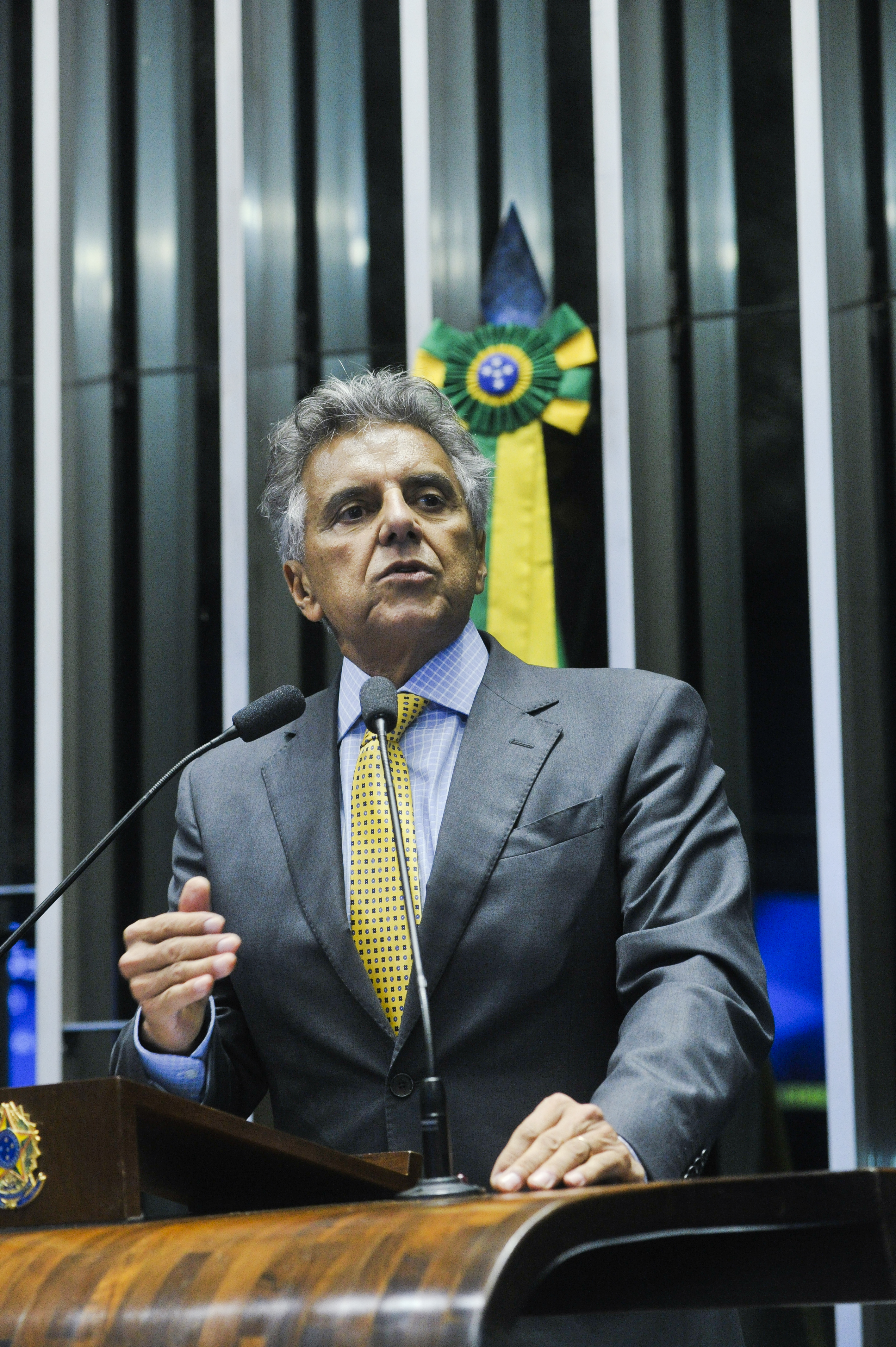
Beto Mansur (PRB) de São Paulo
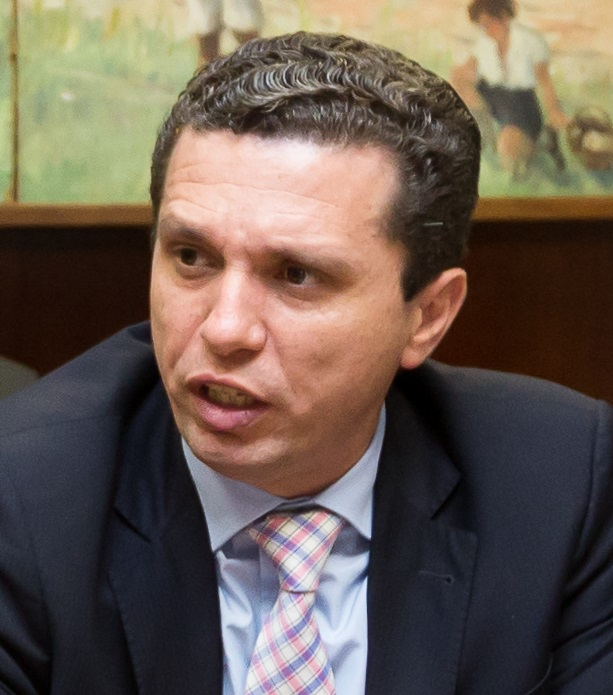
Fausto Pinato (PP) de São Paulo
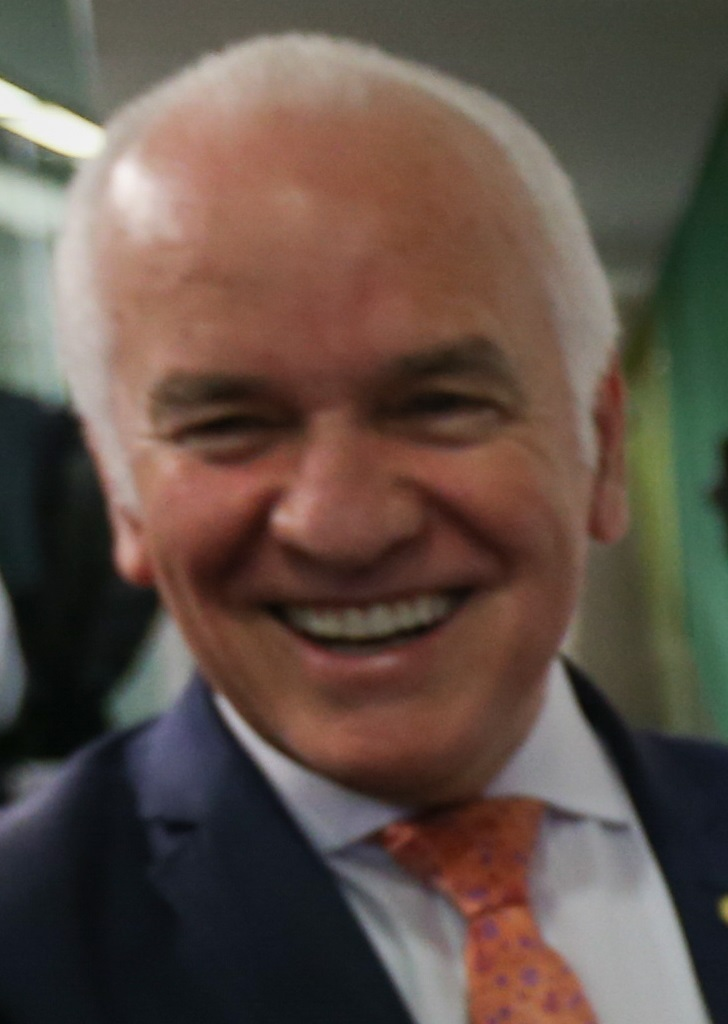
Gilberto Nascimento (PSC) de São Paulo
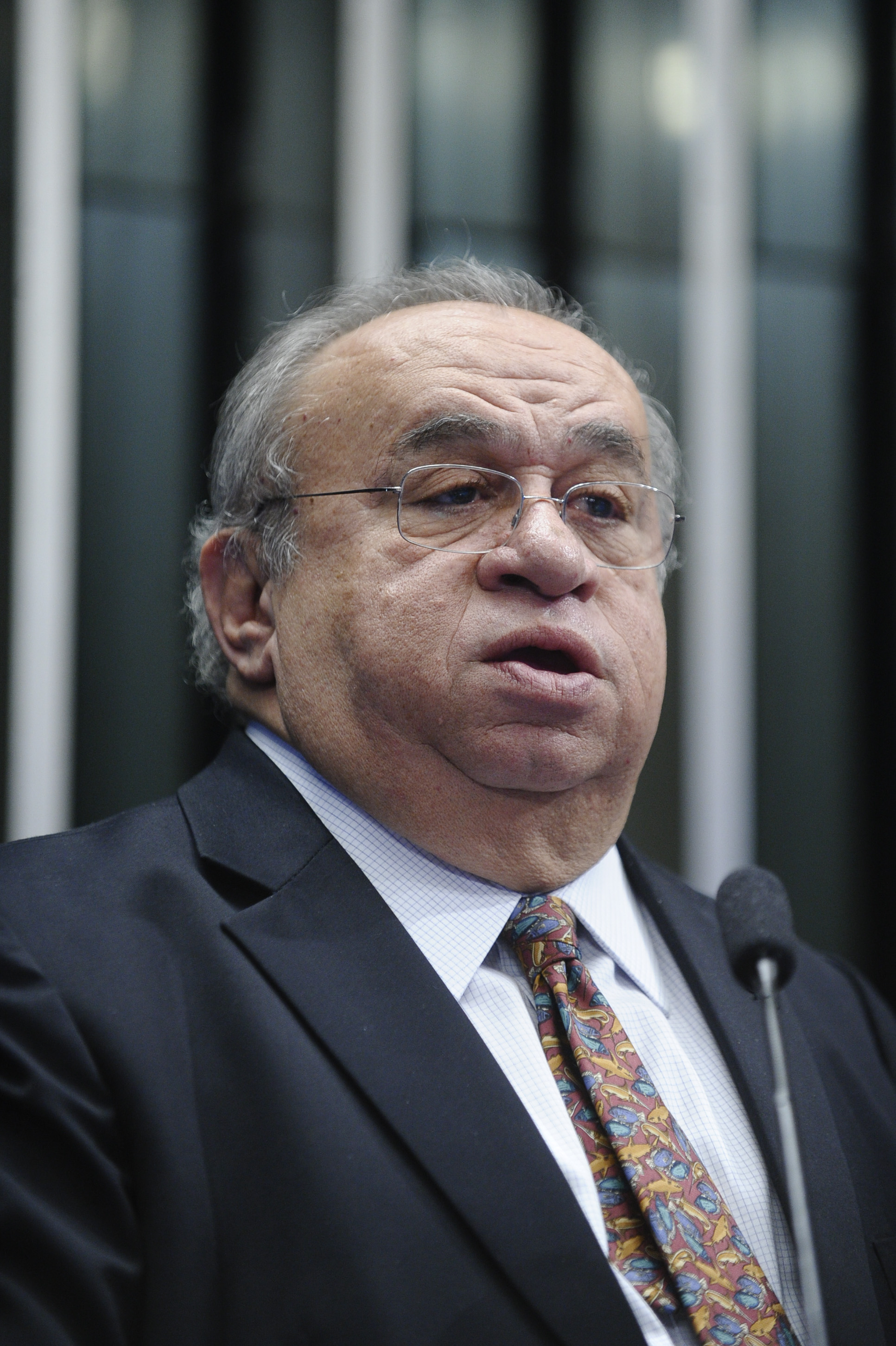
Heráclito Fortes (PSB) do Piauí
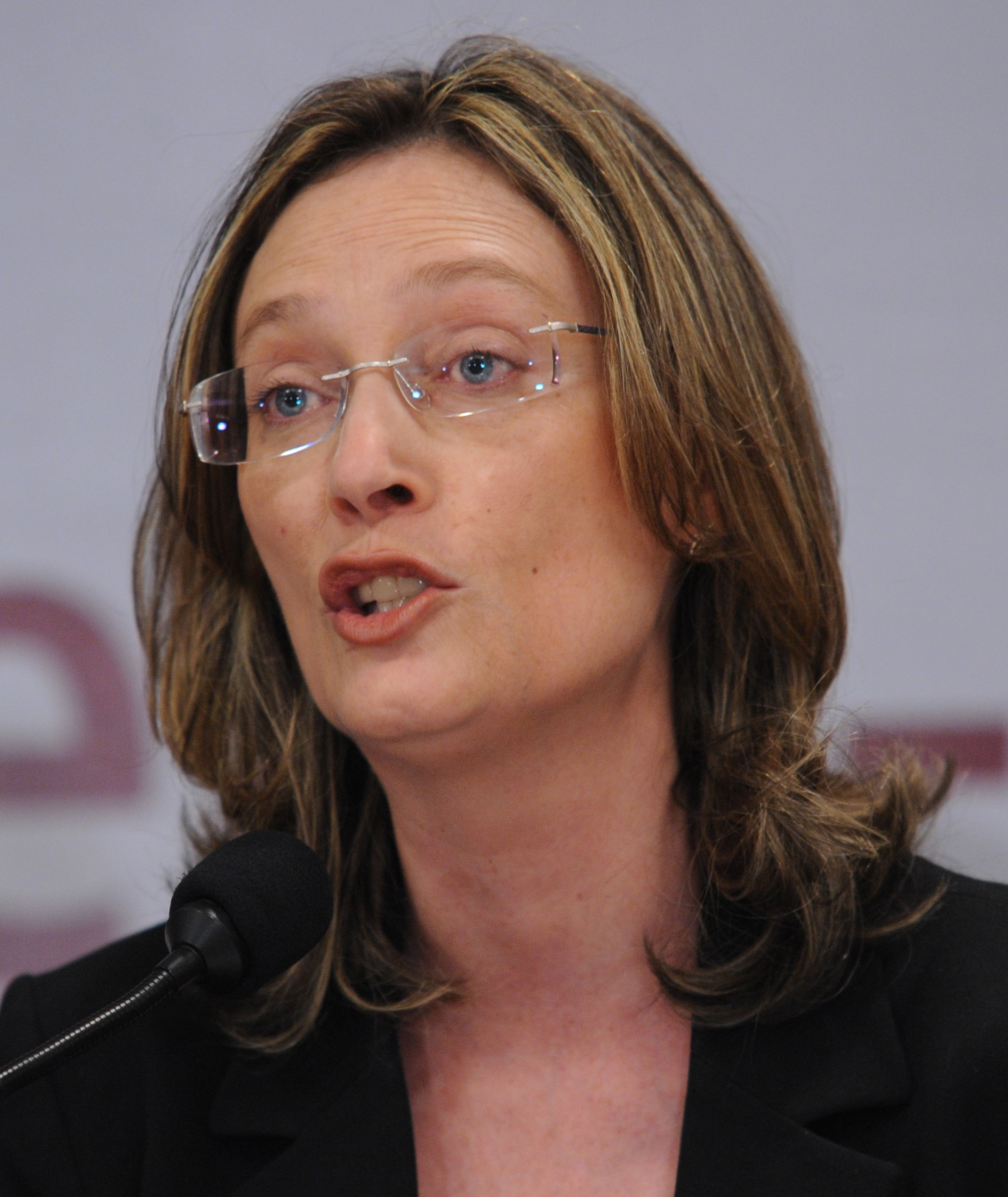
Maria do Rosário (PT) do Rio Grande do Sul

## Eleição

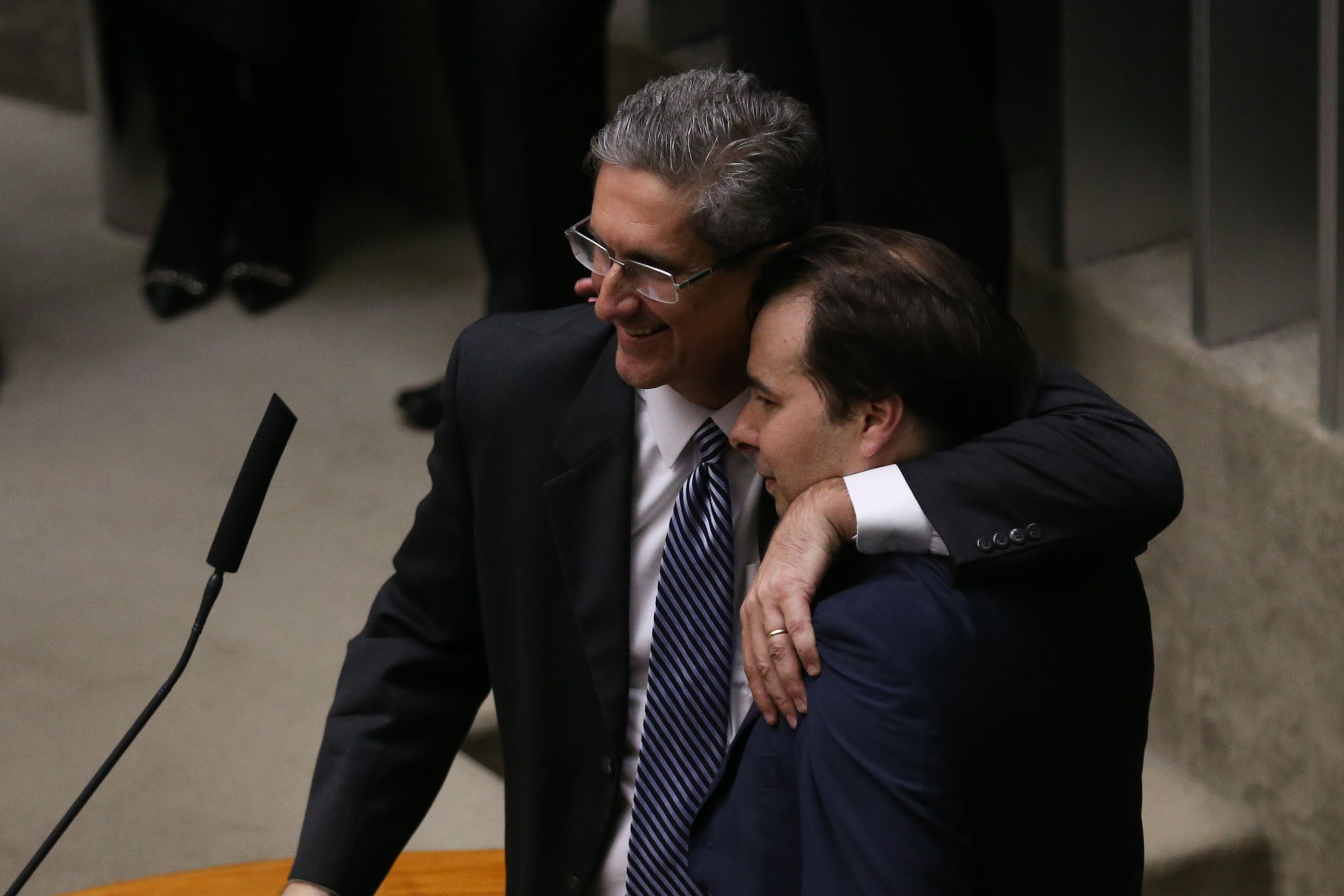
Maia e Rosso se abraçam durante o segundo turno da eleição para presidente da Câmara dos Deputados.

Waldir Maranhão marcou a eleição para 14 de julho, uma quarta-feira. As inscrições de candidaturas se encerraram às 12h do dia da eleição. Qualquer um dos 513 deputados poderia candidatar-se, mesmo sem contar com o apoio de seu partido. Os candidatos tinham até uma hora antes do primeiro turno para desistirem. Inicialmente, a primeira etapa da votação seria realizada às 16 horas, mas acabou sendo feita às 17h 30min. Para ser eleito no primeiro turno, um candidato deveria obter cinquenta por cento dos votos, sendo necessário a presença de pelo menos a metade dos parlamentares. As votações do primeiro e segundo turno foram realizadas em catorze urnas eletrônicas, com voto secreto.
Rodrigo Maia conseguiu o apoio oficial das bancadas do PSDB, DEM, PPS e PSB. Rogério Rosso, aliado próximo de Cunha, contou com o apoio do "Centrão", um bloco informal que reunia parlamentares de centro-direita, incluindo PP, PSD, PR, PRB, PSC e PTB.
No segundo turno, o primeiro candidato angariou o apoio do PDT, PCdoB, PR e PTN, além do voto de alguns parlamentares do PT e de outros partidos da esquerda, que queriam evitar a vitória de Rosso. Maia e Rosso haviam votado a favor do impeachment de Dilma e pertenciam à base governista, bem como agradavam ao Governo Michel Temer. Mesmo sendo do PMDB, a candidatura de Castro, que votou contra o impeachment de Dilma e fora ministro da Saúde durante o segundo mandato da petista, irritou o governo Temer. Por haver chances de Castro ir ao segundo turno, o governo atuou para que os dois mais votados fossem Maia e Rosso.
No segundo escrutínio, Maia recebeu 285 votos, contra 170 de Rosso. A vitória do deputado fluminense foi considerada uma "reação anti-Cunha". Ele foi empossado na mesma noite da votação para um mandato que se encerraria no início de fevereiro de 2017.

### Primeiro turno
| Candidatos  | Candidatos              | Votos | Porcentagem |
| ----------- | ----------------------- | ----- | ----------- |
|             | Rodrigo Maia (DEM)      | 120   | 24,30%      |
|             | Rogério Rosso (PSD)     | 106   | 21,47%      |
|             | Marcelo Castro (PMDB)   | 70    | 14,17%      |
|             | Fernando Giacobo (PR)   | 59    | 11,94%      |
|             | Esperidião Amin (PP)    | 36    | 7,29%       |
|             | Luiza Erundina (PSOL)   | 22    | 4,45%       |
|             | Fábio Ramalho (PMDB)    | 18    | 3,64%       |
|             | Orlando Silva (PC do B) | 16    | 3,24%       |
|             | Carlos Gaguim (PTN)     | 13    | 2,63%       |
|             | Cristiane Brasil (PTB)  | 13    | 2,63%       |
|             | Carlos Manato (SD)      | 10    | 2,02%       |
|             | Miro Teixeira (REDE)    | 6     | 1,21%       |
|             | Evair de Melo (PV)      | 5     | 1,01%       |
| Total       | Total                   | 494   | 100%        |
| Não votaram | Não votaram             | 19    | 3,70%       |

### Segundo turno
| Candidatos  | Candidatos          | Votos | Porcentagem |
| ----------- | ------------------- | ----- | ----------- |
|             | Rodrigo Maia (DEM)  | 285   | 62,64%      |
|             | Rogério Rosso (PSD) | 170   | 37,36%      |
| Total       | Total               | 455   | 100%        |
| Em branco   | Em branco           | 5     | 0,97%       |
| Não votaram | Não votaram         | 53    | 10,33%      |